# Prostownik (anatomia)
Prostownik (łac. extensor) – mięsień służący do prostowania kręgosłupa lub stawu w kończynie (zwiększa kąt stawowy). Mięśniem działającym przeciwnie jest zginacz.